# Дякин, Николай Петрович
Николай Петрович Дякин (10 мая 1904 — 23 апреля 1945) — советский военачальник-артиллерист, участник Великой Отечественной войны, Герой Советского Союза (27.06.1945, посмертно). Полковник (20.08.1942).

## Биография
Родился 10 мая 1904 года на хуторе Поповка Пригородной волости Камышинского уезда Саратовской губернии (ныне — в Камышинском районе, Волгоградская область). Русский. Из крестьянской семьи. В 1916 году окончил четырёхклассную церковно-приходскую школу (полное среднее образование получил экстерном в 1936 году). С марта 1918 года работал подпаском, полевым рабочим, учеником в тракторной мастерской совхоза в деревне Ольшанка.
В Красной Армии с октября 1921 года. Зачислен курсантом на 8-е Саратовские артиллерийские курсы. В 1922 году курсы были расформированы, и Н. П. Дякин продолжил обучение в 1-й Петроградской артиллерийской школе им. Красного Октября. В августе 1925 года по окончании школы направлен в 29-й артиллерийский полк 29-й стрелковой дивизии Белорусского военного округа, где проходил службу на должностях командира взвода, батареи, начальника полковой школы. В 1927 году стал членом ВКП(б). С декабря 1931 по май 1932 года учился на артиллерийских Краснознамённых КУКС РККА в городе Пушкине. В августе 1932 года зачислен адъюнктом тех же курсов с исполнением обязанностей командира-руководителя тактики и артиллерийской стрельбы, затем с января 1937 года продолжал служить на тех же курсах на должностях помощника начальника и врид начальника учебного отделения, начальника отделения начсостава запаса. В 1938 году ему было присвоено воинское звание майор. В октябре 1939 года назначен начальником артиллерии 118-й стрелковой дивизии. 22 февраля 1940 года переведён на ту же должность в 192-ю горнострелковую дивизию 13-го стрелкового корпуса 12-й армии Киевского Особого военного округа. С 27 марта 1941 года — руководитель артиллерии 2-го Киевского артиллерийского училища.
После начала Великой Отечественной войны подполковник (это звание было присвоено ему в 1940 году) Н. П. Дякин принимал участие в формировании сводного артиллерийского полка училища, затем в его составе участвовал в Киевской оборонительной операции. В декабре 1941 года назначен начальником артиллерии формирующейся 422-й стрелковой дивизии Приволжского военного округа. В феврале 1942 года 422-я стрелковая дивизия переименована в 397-ю стрелковую дивизию и переброшена на Калининский фронт, где включена в состав 3-й ударной армии. В марте 1942 года дивизия передана в 1-ю ударную армию Северо-Западного фронта и в её составе участвовала в Демянской наступательной операции. За личную храбрость, проявленную в боях, и «организованность артиллерии» награждён орденом Красного Знамени.
11 сентября 1942 года Н. П. Дякин назначен заместителем начальника артиллерии 1-й ударной армии, а в феврале 1943 года — командиром 13-й артиллерийской дивизии прорыва РГК. Дивизия под его командованием в составе 2-го артиллерийского корпуса прорыва Брянского фронта участвовала в Орловской наступательной операции. В ходе боёв Н. П. Дякин был контужен и в октябре 1943 года по состоянию здоровья назначен командиром 39-го учебного полка резерва офицерского состава артиллерии Приволжского военного округа. Через год назначен командующим артиллерией 5-го гвардейского механизированного корпуса. В составе 4-й гвардейской танковой армии корпус участвовал в Верхне-Силезской наступательной операции.
Особо гвардии полковник Н. П. Дякин отличился в Берлинской наступательной операции. В ходе операции с 16 апреля непрерывно находился в боевых порядках, обеспечивая артогнём действия механизированных бригад. В боях за города Ютербог и Тройенбрицен возглавил всю артиллерию 10-й гвардейской и 11-й гвардейской механизированных бригад, обеспечил мощную артиллерийскую подготовку атаки, в результате оба города были быстро заняты. В последующие 5 суток противник неоднократно пытался отбить оба города. Дякин правильно расставил свою артиллерию, организовал её маневр на самые угрожаемые участки и лично руководил действиями артиллерийских подразделений при отражении контратак немецких войск. 23 апреля 1945 года при отражении очередной контратаки у города Тройенбрицен Н. П. Дякин, управляя артиллерией корпуса с передового наблюдательного пункта, погиб от разрыва немецкого снаряда.
Похоронен в деревне Лихтерфельде в районе города Ютербог.
Указом Президиума Верховного Совета СССР от 27 июня 1945 года «за образцовое выполнение боевых заданий командования на фронте борьбы с немецкими захватчиками и проявленные при этом отвагу и геройство» гвардии полковнику Дякину Николаю Петровичу присвоено звание Героя Советского Союза посмертно.

## Награды
- Герой Советского Союза (27.06.1945, посмертно);
- орден Ленина (27.06.1945, посмертно);
- 2 ордена Красного Знамени (24.01.1943, 3.11.1944)

## Память
- Бюст Н. П. Дякина установлен в Камышине на Аллее Героев Советского Союза.
- Приказом Министра обороны СССР Н. П. Дякин был навечно зачислен в списки личного состава воинской части.